# Langues bisayas centrales

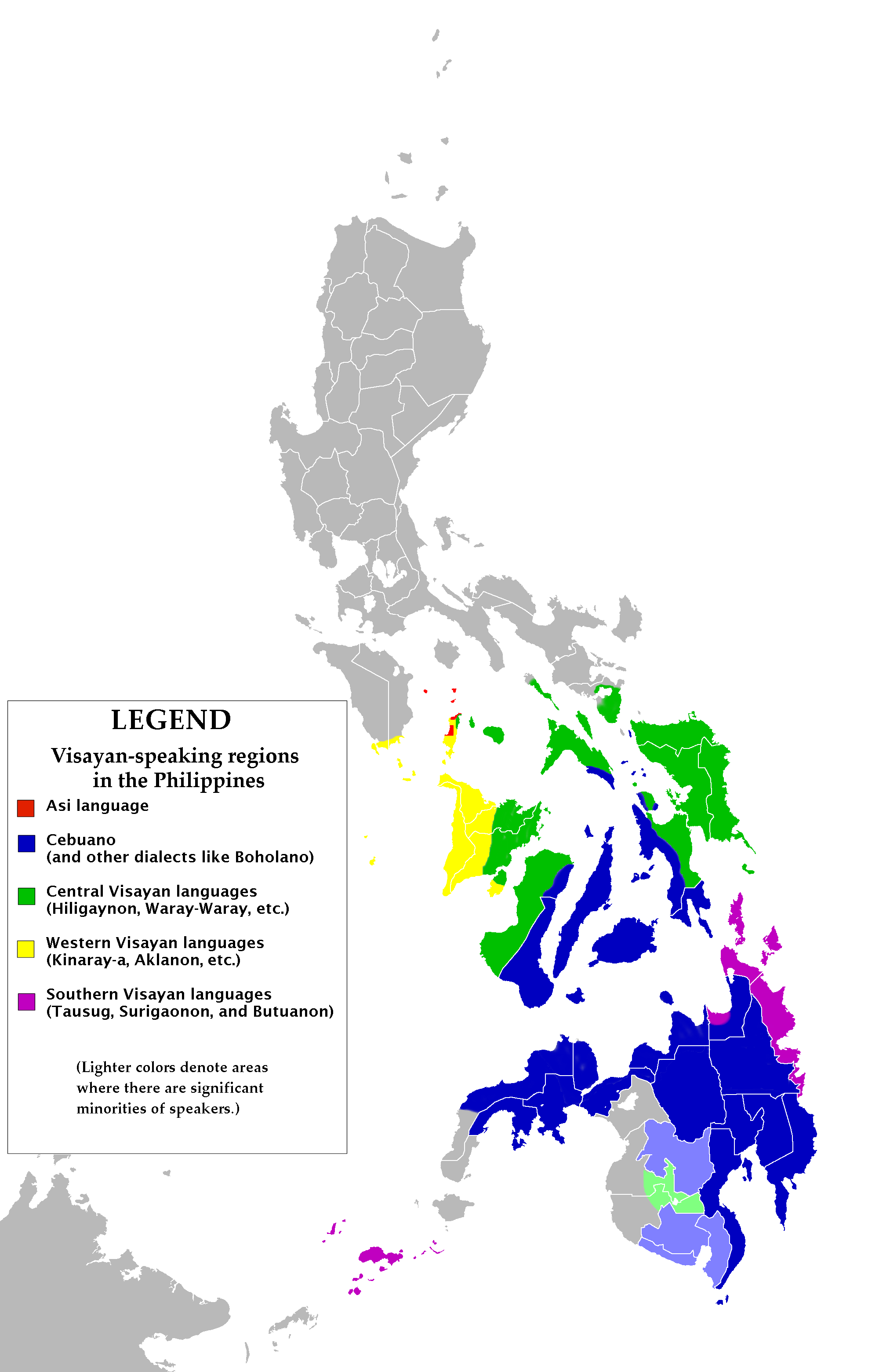
Distribution des langues bisayas aux Philippines. En vert vif, les langues bisayas centrales.

Les langues bisayas centrales sont un groupe de langues bisayas parlées aux Philippines par les Bisaya, dans la région appelée Visayas mais aussi à Mindanao et qui font partie des langues austronésiennes. Elles comprennent notamment le hiligaïnon et le waray-waray.